# Geertruida Hilverdink
Geertruida Hilverdink, född 1786, död 1827, var en nederländsk skådespelare. 
Hon var dotter till skådespelarna Alexander Willem Hilverdink (1734-1799) och Anna Margaretha Gisser (1754-1821) och syster till Helena Hilverdink. 
Hon debuterade före 1804, och var engagerad vid Amsterdamse Schouwburg mellan 1809 och 1827. Hon beskrivs som en av sin tids största scenartister av sin generation på teatern, där hon betraktades som efterträdaren till Johanna Wattier. Hon var främst berömd som tragedienne i den traditionella tragedigenren. 
Hon var en av grundarna till ett sällskap för utbildning av skådespelare 1821. 